# Dunkirk-Klasse
Die Dunkirk-Klasse war eine Klasse von drei 60-Kanonen-Linienschiffen 4. Ranges der britischen Marine, die von Joseph Allin nach den Parametern des 1745 Establishment 1750 Amendments entworfen wurden und die von 1754 bis 1792 in Dienst stand.

## Einheiten
| Name     | Bauwerft                    | Bestellung        | Kiellegung    | Stapellauf    | Indienststellung  | Verbleib                                           |
| -------- | --------------------------- | ----------------- | ------------- | ------------- | ----------------- | -------------------------------------------------- |
| Dunkirk  | Woolwich Dockyard, Woolwich | 10. April 1750    |               | 22. Juli 1754 | 20. Januar 1755   | Am 8. März 1792 in Plymouth zum Abbruch verkauft   |
| Achilles | The King’s Yard, Harwich    | 14. November 1755 | Dezember 1755 | 16. Juli 1757 | 15. November 1757 | Hulk ab 1782, am 1. Juni 1784 zum Abbruch verkauft |
| America  | Werft in Rotherhithe        | 24. November 1755 | Dezember 1755 | 21. Mai 1757  | 4. April 1757     | Am 21. Juli 1771 abgebrochen                       |

## Technische Beschreibung
Die Klasse war als Batterieschiff mit zwei durchgehenden Geschützdecks konzipiert und hatte eine Länge von 46,64 Metern (Geschützdeck), eine Breite von 12,81 Metern und einen Tiefgang von 5,51 Metern. Sie waren Rahsegler mit drei Masten (Fockmast, Großmast und Kreuzmast). Der Rumpf schloss im Heckbereich mit einem Heckspiegel, in den Galerien integriert waren, die in die seitlich angebrachten Seitengalerien mündeten.
Die Besatzung hatte eine Stärke von 420 Mann. Die Bewaffnung der Klasse bestand aus 60 Kanonen.
|        | Unteres Batteriedeck | Oberes Batteriedeck | Backdeck      | Achterdeck    | Kanonen (Geschossgewicht) |
| ------ | -------------------- | ------------------- | ------------- | ------------- | ------------------------- |
| Design | 24 × 24-Pfünder      | 26 × 12-Pfünder     | 2 × 6-Pfünder | 8 × 6-Pfünder | 60 Kanonen (214,959 kg)   |